# Pterinochilus murinus
Pterinochilus murinus is een nachtactieve vogelspin en het is een van de zogenaamde baviaanspinnen, die behoort tot de familie Theraphosidae. De spin komt voor in Angola, Centraal-, Oost- en Zuid-Afrika. De spin is bijzonder defensief, heeft een neurotoxisch gif en is zeer snel. Het vreemde is dat ze tegenover soortgenoten relatief rustig zijn en paringen geen probleem vormen.
De kleur varieert van lichtrood-oranje tot bruin. De roodkleurige vorm wordt wel apart onderscheiden als P. mamillatus of P. spec. Usambara. Door kruising worden mengvormen verkregen.
De vrouwtjes worden 10–13 cm en de mannetjes 7–10 cm groot. Poten, voor- en achterlijf hebben dezelfde grondkleur. Op de poten komen lichte ringen voor.

## Pterinochilus murinusals huisdier
De spinnen kunnen gehouden worden in een terrarium van 30 x 30 x 40 cm. In hun natuurlijke leefomgeving leven ze in de grond, in diepe gangen. Bij verstoring verstoppen de spinnen zich op andere plaatsen, die ze met spinrag bedekken. Daarom moet er in het terrarium ongeveer 15 cm grond liggen. Daarnaast een stuk kurk of een tak. Een drinkbak met water is optioneel, deze soort heeft erg weinig vocht nodig om te overleven (en het meeste vocht haalt hij uit zijn prooi).  Deze spin wordt over het algemeen afgeraden voor beginnende houders door zijn uiterst defensieve gedrag.

## Voeding
Deze vogelspin eet voornamelijk insecten als kakkerlakken, krekels, sprinkhanen maar ook kleine knaagdieren worden gegeten zoals muizen.